# Дионис Дала
Вижте пояснителната страница за други личности с името Георги Попхристов.
Дионис Дала (Хаджи Дионисъ) е български революционер, деец на Вътрешната македоно-одринска революционна организация.

## Биография
Дионис Дала е роден в 1862 година в Енидже Вардар (Па̀зар), тогава в Османската империя, днес Яница в Гърция. Грамотен е, развива редица бизнеси и отваря собствено кафене. Присъединява се към ВМОРО.
Арестуван е по време на обезоръжителната акция на младотурците от есента на 1910 година и е тежко изтезаван от турците.
След 1912 година е арестуван от новите гръцки власти, заточен е на Трикери, където и намира смъртта си.